# 790'erne
Århundreder: 7. århundrede – 8. århundrede – 9. århundrede
Årtier: 740'erne 750'erne 760'erne 770'erne 780'erne – 790'erne – 800'erne 810'erne 820'erne 830'erne 840'erne
År: 790 791 792 793 794 795 796 797 798 799